# نوافلتریا
نوافلتریا (به ایتالیایی: Novafeltria) یک کومونه در ایتالیا است که در استان ریمینی واقع شده‌است.

## خصوصیات
نوافلتریا ۴۱٫۸ کیلومترمربع مساحت و ۷٬۲۵۸ نفر جمعیت دارد و ۲۷۵ متر بالاتر از سطح دریا واقع شده‌است.